# Szczytno (gmina)
Pour les articles homonymes, voir Szczytno (homonymie).
Szczytno est une gmina rurale du powiat de Szczytno, Varmie-Mazurie, dans le nord de la Pologne. Son siège est la ville de Szczytno, bien qu'elle ne fasse pas partie du territoire de la gmina.
La gmina couvre une superficie de 347,26 km2 pour une population de 10 454 habitants.

## Géographie
La gmina inclut les villages de Czarkowy Grąd, Dębówko, Gawrzyjałki, Jęcznik, Kamionek, Kaspry, Kobyłocha, Korpele, Lemany, Leśny Dwór, Lipowa Góra Wschodnia, Lipowa Góra Zachodnia, Lipowiec, Lipowiec Mały, Małdaniec, Marksewo, Niedźwiedzie, Nowe Dłutówko, Nowe Gizewo, Nowiny, Ochódno, Olszyny, Piece, Piecuchy, Płozy, Prusowy Borek, Puzary, Romany, Rudka, Sasek Mały, Sasek Wielki, Sędańsk, Siódmak, Stare Kiejkuty, Szczycionek, Szymany, Trelkówko, Trelkowo, Ulążki, Wałpusz, Wały, Wawrochy, Wólka Szczycieńska et Zielonka.
La gmina borde la ville de Szczytno et les gminy de Dźwierzuty, Jedwabno, Pasym, Rozogi, Świętajno et Wielbark.